# Dacia preistorică

Dacia preistorică este o lucrare a lui Nicolae Densusianu, apărută în anul 1913 la București, având 1.152 pagini. Extrem de controversată, Dacia Preistorică și-a atras de-a lungul timpului critici din partea oamenilor de știință.

## Teoria promovată
În cele circa 1.200 de pagini autorul dezvoltă teoria unei civilizații preistorice avansate, pe care Densușianu o numește civilizația pelasgă, cu leagănul în spațiul României de astăzi și care ar fi dat naștere (în viziunea autorului) întregii civilizații europene.

## Critică
Alexandru D. Xenopol afirma că "Teoria autorului că dacii ar fi închegat întâia civilizație a omenirei arată că avem a face cu un product al șovinismului și nu cu unul al științei". 
Vasile Pârvan, în lucrarea sa monumentală, Getica, se referă la autor și lucrare - "romanul său fantastic Dacia preistorică, plin de mitologie și de filologie absurdă, care la apariția sa deșteptă o admirație și un entuziasm nemărginit printre diletanții români în arheologie".
Dan Alexe a calificat-o drept „delir mistic”.

## Reeditare
În 1986, cartea apărea la Editura Meridiane. În 1987, lucrarea a fost reeditată la Editura Enciclopedică, într-un singur volum. În anul 2002, Editura Arhetip din București a retipărit lucrarea, după original, și în același an a apărut și la Editura „Nemira”, cu ilustrații de Valentin Nicolau. În 2003 - 2004, lucrarea a fost tipărită în 6 volume la Editura Obiectiv, având ilustrația originală.